# Zasłonak błękitnoblaszkowy

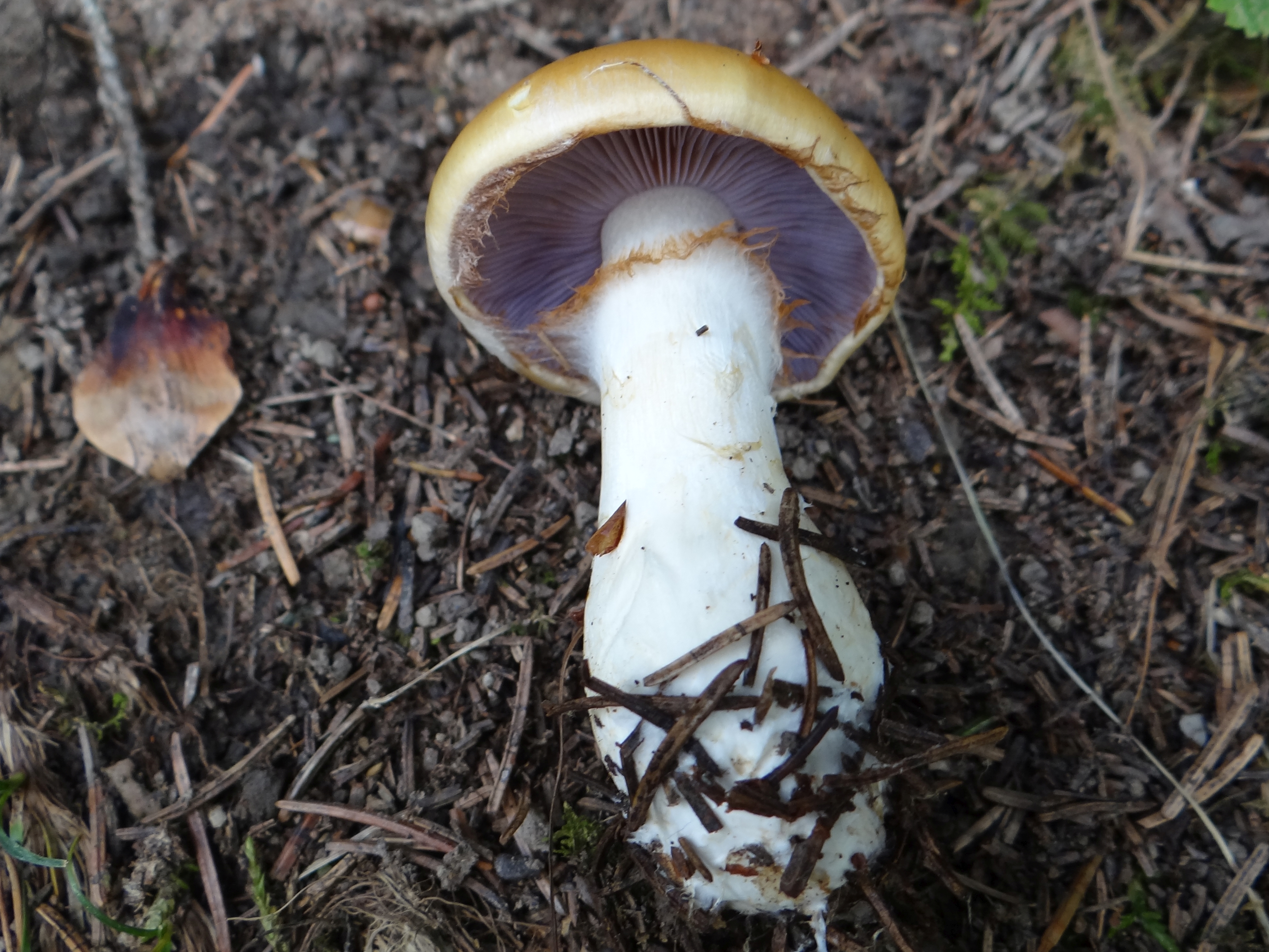

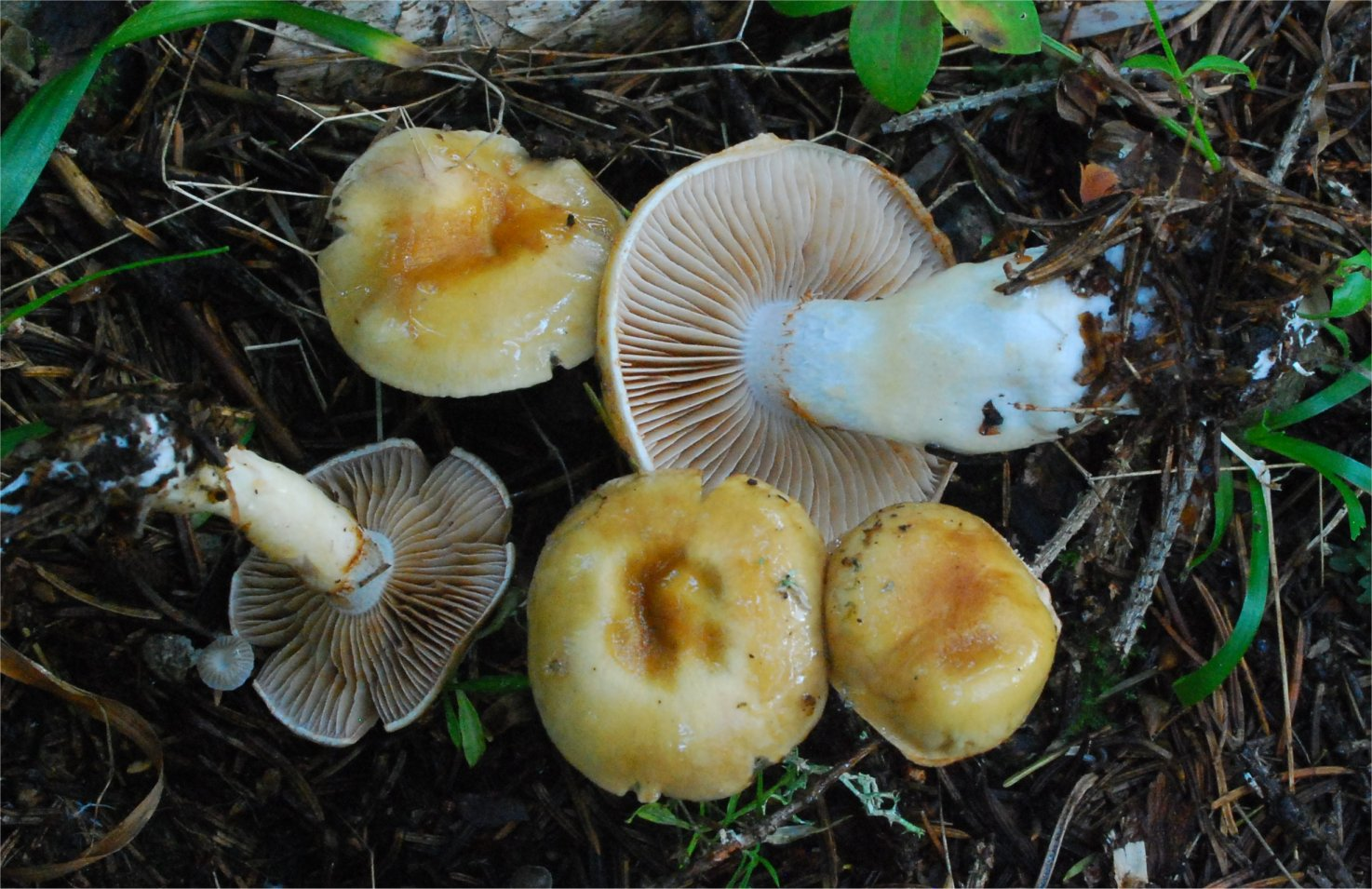

Zasłonak błękitnoblaszkowy (Cortinarius delibutus Fr.) – gatunek grzybów należący do rodziny zasłonakowatych (Cortinariaceae). Według Index Fungorum takson niepewny.

## Systematyka i nazewnictwo
Pozycja w klasyfikacji według Index Fungorum: Cortinarius, Cortinariaceae, Agaricales, Agaricomycetidae, Agaricomycetes, Agaricomycotina, Basidiomycota, Fungi.
Synonimów ma około 20. Niektóre z nich:

- Cortinarius delibutus f. dryadicola Ballarà & Escànez 1999
- Cortinarius delibutus f. gracilentus J.E. Lange 1941
- Cortinarius delibutus f. ochroleucoides Bon & Jamoni 1994
- Cortinarius delibutus f. suratoides Bon & Ballarà 1997
- Cortinarius delibutus f. suratus (Fr.) Rob. Henry 1989
- Cortinarius delibutus var. fulvoluteus (Britzelm.) Moënne-Locc. & Reumaux 1991
- Cortinarius delibutus var. naevosus (Fr.) Moënne-Locc. & Reumaux 1991
- Cortinarius delibutus var. parvulus (Rob. Henry) Melot 1994

Nazwę polską podał Andrzej Nespiak w 1975 r.

## Morfologia
Kapelusz
Średnica 3–8 cm, początkowo półkulisty, potem kolejno dzwonkowaty, łukowaty i płaski z tępym i szerokim garbem. Powierzchnia bardzo śliska, początkowo barwy cytrynowożółtej lub słomkowożółtej, potem ochrowej. Wierzchołek ciemniejszy (lekko brązowawy).
Blaszki
Nieco zbiegające, szeroko przyrośnięte, płatowate. Początkowo są niebieskaworóżowofioletowe, potem cynamonowobrązowe. Ostrza karbowane.
Trzon
Wysokość 5–8 cm, grubość do 1,5 cm, sprężysty, cylindryczny, z pałkowato rozszerzoną podstawą. Powierzchnia gładka, pod kapeluszem fioletowawa, niżej biaława. Posiada rdzawą strefę pierścieniową, a poniżej niej kilka stref ochrowożółtych.
Miąższ
Białawy, tylko w górnej części trzonu fioletowy. Posiada słaby zapach rzodkwi, czasami jednak jest bez zapachu.
Cechy mikroskopijne
Wysyp zarodników rdzawobrunatny. Zarodniki o kształcie od jajowatego do niemal kulistego, silnie i gęsto brodawkowate, o rozmiarach 6–9 × 5,5–7,5 μm.

## Występowanie i siedlisko
Znany jest tylko w Europie. W piśmiennictwie naukowym na terenie Polski do 2003 r. podano dość liczne stanowiska. Aktualne stanowiska podaje internetowy atlas grzybów.
Grzyb mikoryzowy. Rośnie na ziemi, w lasach iglastych i drzewiastych pod brzozami, bukami i świerkami.

## Gatunki podobne
Charakterystycznymi cechami tego gatunku są: lepki kapelusz, niebieskawe w młodości blaszki, fioletowa górna część trzonu i żółtawe pierścienie na trzonie. Podobny nieco jest zasłonak piekący (Cortinarius vibratllis), a także zasłonak żółtozłoty (Cortinarius triumphans), ale jego blaszki nie mają niebieskofioletowej barwy.